# Albert Camarillo
Albert M. Camarillo (ur. w Los Angeles) – amerykański historyk.
Tytuł magistra i doktora uzyskał na University of California w Los Angeles. Od 1975 wykładowca na Stanford University. Znany jest jako jeden z pionierów badań nad historią meksykańskich Amerykanów i Chicano.

## Książki
- The American Southwest: Myth and Reality (1975, współautor)
- Chicanos in California: A History of Mexican Americans (1984)
- Chicanos in a Changing Society: From Mexican Pueblos to American Barrios, 1850-1930 (1996)